# End-binding Proteine
End-binding Proteine (EBs) sind Proteine aus der Familie der +TIP-Proteine, welche den Mikrotubuli-assoziierten Proteinen (MAPs) angehören, und finden sich in menschlichen Zellen. Sie interagieren mit den Mikrotubuli sowie mit zellulären Strukturen.

## Aufbau
Im menschlichen Organismus existieren drei EBs bzw. EB1-ähnliche Strukturen: EB1, EB2 und EB3. Sie sind kleinere Dimere, von denen jedes Monomer zwei konservierte und miteinander verbundene Domänen enthält. Die außen liegende hochkonservierte calponin homology (CH) Domäne bindet an die Mikrotubuli und spürt deren wachsende Enden auf. Am Carboxylterminus der Proteine befindet sich eine Coiled-Coil-Domäne. Diese ist verantwortlich für die Homo- und Heterodimerisierung. Deren Ende besteht aus einem Vier-Helix-Bündel mit hydrophobischer Aushöhlung und polarem Rand. Die enthaltene EB homology (EBH) Domäne, auch EB1-like Motif genannt, regelt die Interaktionen der EB-Proteine mit anderen +TIPs. Am C-Terminus schließt sich ein EEY/F-Motiv an, dessen Aminosäuren homolog zu denen des C-Terminus bestimmter Tubuline und +TIPs sind und der Bindung an andere Proteine dienen.

## Funktion
Aufgrund ihrer Fähigkeit, sich direkt an die rapide wachsenden Mikrotubuli zu binden, können EBs schnell weitere +TIPs rekrutieren. EB-Proteine erkennen die Mikrotubuli-Plus-Enden und spielen dort bei der Anlagerung weiterer Einheiten per Dimerisation eine wichtige Rolle. Der C-Terminus dieser Proteine enthält eine Coiled-coil-Domäne, welche die Dimerisation der EB-Moleküle herbeiführt. Vermutlich ist es diese Struktur, welche die spezifischen Enden der wachsenden Mikrotubuli-Enden erkennt. Zwar ist der genaue Bindungsort am Mikrotubulus noch nicht bekannt, dennoch sollen die EB-Proteine die Hauptintegratoren im Proteininteraktionsnetzwerk und dessen Aufbau sein. Weitere Bestandteile ermöglichen es den EBs, die +TIPs zu den Mikrotubuli-Enden zu führen. Sie können unabhängig von Bindungspartnern die wachsenden Enden der Mikrotubuli erkennen und durch ihre N-terminale CH-Domäne direkt andocken. Weitere Domänen binden andere +TIPs.
Da in zahlreichen Experimenten die Funktionen und Eigenschaften der EBs stark variierten, ist die Funktion in der Regulation der Mikrotubuli-Dynamik größtenteils ungeklärt. Normalerweise erhöhen diese Proteine in Zellen das Wachstum und mindern die Katastrophenrate, weiterhin spielen sie in der Bildung des Netzwerks der +TIPs eine wichtige Rolle.
Bei Experimenten traten große Unterschiede in den Ergebnissen auf. Die zum Teil widersprüchlichen Resultate von In-vivo- und In-vitro-Experimenten wurden auf die verschiedenen Ausgangszustände der Proteine zurückgeführt, beispielsweise auf die gereinigten Proben im Vergleich zu unveränderten In-vitro Proben.